# French Pro Championship
Il French Pro Championship è stato un torneo di tennis giocato dal 1930 al 1968. Era considerato uno dei tornei del Grande Slam professionistico dal 1927 al 1967 fino all'avvento dell'Era open.
Si è sempre giocato a Parigi, la maggior parte delle edizioni allo Stade Roland Garros su campi in terra rossa ma ci sono state alcune eccezioni. Nel 1953, alla prima edizione dopo la Seconda guerra mondiale, si giocò al Palais des Sports su campi indoor in cemento, dal 1963 al 1967 invece si è spostato allo Stade Pierre de Coubertin su campi in parquet.
Tabellone sono disponibili 1930 al 1967.

## Albo d'oro

### Singolare
| Anno                 | Vincitore       | Finalista       | Punteggio               | Imapianto                 | Superficie     |
| -------------------- | --------------- | --------------- | ----------------------- | ------------------------- | -------------- |
| Era professionistica |                 |                 |                         |                           |                |
| 1930                 | Karel Koželuh   | Albert Burke    | Round Robin             | Stade Roland Garros       | Terra rossa    |
| 1931                 | Martin Plaa     | Robert Ramillon | 6-3, 6-1, 3-6, 6-2      | Racing Club de France     | Terra rossa    |
| 1932                 | Robert Ramillon | Martin Plaa     | Round Robin             | Racing Club de France     | Terra rossa    |
| 1933a                | Bill Tilden     | Henri Cochet    | 6–2, 6–4, 6–2           | Stade Roland Garros       | Terra rossa    |
| 1934                 | Bill Tilden     | Martin Plaa     | 6–2, 6–4, 7–5           | Stade Roland Garros       | Terra rossa    |
| 1935                 | Ellsworth Vines | Hans Nüsslein   | 10–8, 6–4, 3–6, 6–1     | Stade Roland Garros       | Terra rossa    |
| 1936                 | Henri Cochet    | Robert Ramillon | 6–3, 6–1, 6–1           | Stade Roland Garros       | Terra rossa    |
| 1937                 | Hans Nüsslein   | Henri Cochet    | 6–2, 8–6, 6–3           | Stade Roland Garros       | Terra rossa    |
| 1938                 | Hans Nüsslein   | Bill Tilden     | 6–0, 6–1, 6–2           | Stade Roland Garros       | Terra rossa    |
| 1939                 | Don Budge       | Ellsworth Vines | 6–2, 7–5, 6–3           | Stade Roland Garros       | Terra rossa    |
| 1940–1952            | Non giocato     | Non giocato     | Non giocato             | Non giocato               | Non giocato    |
| 1953b                | Frank Sedgman   | Pancho Gonzales |                         | Palais des Sports, Parigi | Cemento Indoor |
| 1954–1955            | Non giocato     | Non giocato     | Non giocato             | Non giocato               | Non giocato    |
| 1956                 | Tony Trabert    | Pancho Gonzales | 6–3, 4–6, 5–7, 8–6, 6–2 | Stade Roland Garros       | Terra rossa    |
| 1957                 | Non giocato     | Non giocato     | Non giocato             | Non giocato               | Non giocato    |
| 1958                 | Ken Rosewall    | Lew Hoad        | 3–6, 6–2, 6–4, 6–0      | Stade Roland Garros       | Terra rossa    |
| 1959                 | Tony Trabert    | Frank Sedgman   | 6–4, 6–4, 6–4           | Stade Roland Garros       | Terra rossa    |
| 1960                 | Ken Rosewall    | Lew Hoad        | 6–2, 2–6, 6–2, 6–1      | Stade Roland Garros       | Terra rossa    |
| 1961                 | Ken Rosewall    | Pancho Gonzales | 2–6, 6–4, 6–3, 8–6      | Stade Roland Garros       | Terra rossa    |
| 1962                 | Ken Rosewall    | Andrés Gimeno   | 3–6, 6–2, 7–5, 6–2      | Stade Roland Garros       | Terra rossa    |
| 1963                 | Ken Rosewall    | Rod Laver       | 6–8, 6–4, 5–7, 6–3, 6–4 | Stade Coubertin, Parigi   | Legno Indoor   |
| 1964                 | Ken Rosewall    | Rod Laver       | 6–3, 7–5, 3–6, 6–3      | Stade Coubertin           | Legno Indoor   |
| 1965                 | Ken Rosewall    | Rod Laver       | 6–3, 6–2, 6–4           | Stade Coubertin           | Legno Indoor   |
| 1966                 | Ken Rosewall    | Rod Laver       | 6–3, 6–2, 14–12         | Stade Coubertin           | Legno Indoor   |
| 1967                 | Rod Laver       | Andrés Gimeno   | 6–4, 8–6, 4–6, 6–2      | Stade Coubertin           | Legno Indoor   |
| 1968                 | Rod Laver       | John Newcombe   | 6–2, 6–2, 6–3           | Roland Garros             | Terra rossa    |

Note
a In History of the Pro Tennis Wars, di Ray Bowers, un sito dettagliato con la storia dei primi venti anni dei tour professionali, non viene menzionato alcun French Pro Championship nel 1933. Gli unici match tenutisi al Roland Garros risultano quelli del 22-24 settembre nel corso di un incontro tra Francia e Stati Uniti giocato con modalità analoghe a quelle della Coppa Davis; Henri Cochet vi sconfisse Bruce Barnes, Bill Tilden superò sia Plaa che Cochet e Barnes sconfisse Plaa. Tuttavia diverse fonti riportano il match tra Tilden e Cochet come finale del French Pro Championship.
b Nel 1953, nel weekend del 21 e 22 novembre, venne giocato un torneo professionale con quattro tennisti (Sedgman campione, Gonzales finalista, Segura terzo e Budge quarto) sempre a Parigi al Palais des Sports ma non si ha la certezza che questo torneo sia effettivamente l'edizione 1953 del French Pro Championship. In particolare non si trovano accenni ai French Pro Championship nell'edizione del gennaio 1954 della rivista Tennis de France gestita da Philippe Chatrier, futuro presidente ILTF. Joe McCauley inserisce il torneo tra i French Pro Championship pur precisando nel libro History of the Pro Tennis Wars che potrebbe non essere stato considerato effettivamente un'edizione del French Pro Championship e che nel gennaio 1950 si era tenuto un torneo simile con vincitore Pancho Segura su Jack Kramer.

## Bristol Cup
Prima del 1930 alcuni tornei usarono il nome di Professional Championships of France: la Bristol Cup (giocata dal 1920 al 1932), il più importante torneo professionistico al mondo negli anni venti, venne indicato in alcuni casi come French Pro così come il World Pro tournament tenutosi a  Deauville nel 1925. In questo caso due tornei vennero considerati come French Pro Championships nel 1925 (World Pro a Deauville e la Bristol Cup a Cannes) mentre nel triennio 1930-1932 erano Bristol Cup e Roland Garros a condividere il titolo di French Pro Championship.
| Anno          | Torneo                                | Campione           | Finalista    | Punteggio                                 |
| ------------- | ------------------------------------- | ------------------ | ------------ | ----------------------------------------- |
| 1920          | Bristol Cup, Cannes                   | Romeo Acquarone    |              |                                           |
| 1921          | Bristol Cup, Cannes                   | John C. S. Rendall |              |                                           |
| 1922          | Bristol Cup, Menton                   | John C. S. Rendall | Joseph Negro | 6–1, 0–6, 6–4, 6–2 (o 6–1, 0–6, 6–4, 6–1) |
| 1923          | Bristol Cup, Menton                   | John C. S. Rendall | Joseph Negro | 6–2, 6–3, 7–5                             |
| 1924          | Bristol Cup, Cannes (Court Métropole) | Albert Burke       | Ramon Najuch | 7–5, 1–6, 6–4, 6–1                        |
| 1925 agosto   | World Pro, Deauville                  | Karel Koželuh      | Albert Burke |                                           |
| 1925 dicembre | Bristol Cup, Cannes (Court Métropole) | Albert Burke       | Ramon Najuch | 0–6, 4–6, 6–4, 6–4, 6–1                   |
| 1926          | Bristol Cup, Menton                   | Karel Koželuh      | Albert Burke | 3–6, 6–1, 6–2, 6–0                        |
| 1927          | Non giocato                           | Non giocato        | Non giocato  | Non giocato                               |
| 1928          | Bristol Cup, Menton                   | Karel Koželuh      | Ramon Najuch | 6–3, 6–2, 6–4                             |
| 1929          | Bristol Cup, Menton                   | Karel Koželuh      | Albert Burke | 6–3, 6–1, 6–0                             |
| 1930          | Bristol Cup, Menton                   | Karel Koželuh      | Ramon Najuch | 6–3, 6–3, 6–4                             |
| 1931          | Bristol Cup, Menton                   | Karel Koželuh      | Albert Burke | 6–3, 6–1, 5–7, 6–4                        |
| 1932          | Bristol Cup, Menton                   | Karel Koželuh      | Martin Plaa  | 6–1, 6–4, 1–6, 6–0                        |